# Nettenchelys pygmaea
Nettenchelys pygmaea är en fiskart som beskrevs av Smith och Böhlke, 1981. Nettenchelys pygmaea ingår i släktet Nettenchelys och familjen Nettastomatidae. Inga underarter finns listade i Catalogue of Life.